# Torrefazione della biomassa
La torrefazione della biomassa, p.e. dal legno o dal frumento, è una forma lieve di pirolisi a temperature comprese tra 200 e 320 °C.
La torrefazione modifica le proprietà della biomassa per fornire un combustibile di migliore qualità per le applicazioni di combustione e gassificazione.
La torrefazione produce un prodotto sufficientemente secco da ridurre o eliminare il suo potenziale di decomposizione organica.
La torrefazione combinata con la densificazione crea un vettore di combustibile denso di energia da 20 a 21 GJ/ton di potere calorifico inferiore (LHV).
La torrefazione innesca la reazione di Maillard dei materiali coinvolti.
La biomassa torrefatta può essere utilizzata come vettore energetico o come materia prima per la produzione di biocarburanti e sostanze chimiche.
La biomassa può essere un'importante fonte di energia, con una grande varietà di potenziali fonti, ciascuna con le proprie caratteristiche.
Per creare catene efficienti da biomassa a energia, la torrefazione della biomassa, combinata con la densificazione (pellettizzazione o bricchettazione), è un passo importante verso il superamento delle sfide logistiche nello sviluppo di soluzioni energetiche sostenibili su larga scala, rendendone più facile il trasporto e lo stoccaggio. I pellet o i bricchetti da biomassa hanno una densità maggiore, contengono meno umidità e sono più stabili durante lo stoccaggio rispetto alla biomassa da cui derivano.

## Processo
La torrefazione è un trattamento termochimico della biomassa tra 200 e 320 °C, effettuato a pressione atmosferica e in assenza di ossigeno.
Durante il processo di torrefazione, l'acqua contenuta nella biomassa e le sostanze volatili superflue vengono rilasciate e i biopolimeri (cellulosa, emicellulosa e lignina) si decompongono parzialmente, liberando vari tipi di volatili.
Il prodotto finale è il restante materiale solido, secco e annerito, denominato biomassa torrefatta o biocarbone.
Durante il processo, la biomassa perde mediamente il 20% della sua massa (su base secca) e il 10% del suo potere calorifico, senza apprezzabili variazioni di volume. Gli organici  volatili possono essere utilizzati come combustibile per il riscaldamento del processo di torrefazione. 
Dopo la torrefazione, la biomassa può essere densificata, solitamente in pellet o bricchetti, utilizzando apparecchiature di densificazione convenzionali, per aumentarne la massa e la densità energetica e per migliorare le proprietà idrofobiche.
Il prodotto finale è idrorepellente e quindi può essere immagazzinato in aria umida o piovosa senza variazioni apprezzabili del contenuto di umidità o del potere calorifico, a differenza della biomassa originale.

## Valore aggiunto della biomassa torrefatta
La biomassa torrefatta e densificata presenta numerosi vantaggi di mercato, il che la rende un'opzione competitiva rispetto ai tradizionali pellet di legno non torrefatti.

### Maggiore densità energetica
Una densità energetica di 18-20 GJ/m³ – rispetto ai 26-33 GJ/ton di contenuto termico dell'antracite – può essere raggiunta se combinata con la densificazione (pellettizzazione o bricchettatura) rispetto a valori di 10–11 GJ/m³ per biomassa grezza, determinando una riduzione del 40-50% dei costi di trasporto. È importante sottolineare che la pellettizzazione o bricchettatura aumenta principalmente la densità energetica. La torrefazione da sola in genere diminuisce la densità di energia, sebbene renda il materiale più facile da trasformare in pellet o bricchetti.

### Composizione più omogenea
La biomassa torrefatta può essere prodotta da un'ampia varietà di materie prime di biomassa grezza che producono prodotti con proprietà simili. La maggior parte della biomassa legnosa ed erbacea è costituita da tre strutture polimeriche principali: cellulosa, emicellulosa e lignina; insieme, questi materiali sono chiamati lignocellulosa. La torrefazione spinge principalmente l'umidità e i gruppi funzionali ricchi di ossigeno e idrogeno da queste strutture, producendo strutture simili a carboncini simili in tutti e tre i casi. Pertanto, la maggior parte dei combustibili da biomassa, indipendentemente dall'origine, sviluppa prodotti torrefatti con proprietà simili, ad eccezione delle proprietà delle ceneri, che riflettono in gran parte il contenuto e la composizione originali delle ceneri del combustibile.

### Comportamento idrofobico
La biomassa torrefatta ha proprietà idrofobiche, cioè respinge l'acqua e, se combinata con la densificazione, rende possibile lo stoccaggio di massa all'aria aperta.

### Eliminazione dell'attività biologica
Tutta l'attività biologica viene interrotta, riducendo il rischio di incendio e arrestando la decomposizione biologica come la putrefazione.

### Macinabilità migliorata
La torrefazione della biomassa porta a una migliore macinabilità della biomassa; il che comporta a una co-combustione più efficiente nelle centrali termoelettriche a carbone esistenti o alla gassificazione a letto trascinato per la produzione di prodotti chimici e carburanti per autotrazione.

### Riduzione del rischio di autocombustione
L'eliminazione dell'acqua e dei composti volatili leggeri, durante la tostatura, impedisce l'innalzamento di temperatura della biomassa tostata per fermentazione e allontana la temperatura di autocombustione.

## Mercati delle biomasse torrefatte
La biomassa torrefatta ha un valore aggiunto per diversi mercati. In generale, la biomassa fornisce un percorso a basso costo e basso rischio per ridurre le emissioni di CO2. Quando sono necessari volumi elevati, la torrefazione può rendere competitivo il prezzo della biomassa proveniente da fonti lontane perché il materiale più denso è più facile da immagazzinare e trasportare.
- Combustibile in polvere di legno:
  - la polvere di legno torrefatto può essere macinata in una polvere fine e, una volta compressa, infiammabile quanto il gas di petrolio liquefatto (GPL).
- Co-combustione su larga scala nelle centrali elettriche a carbone:
  - la biomassa torrefatta si traduce in minori costi di gestione;
  - la biomassa torrefatta consente tassi di co-combustione più elevati;
  - il prodotto può essere fornito in base al potere calorifico inferiore (20-25 GJ/ton) e alle dimensioni (bricchetti, pellet);
  - la co-combustione della biomassa torrefatta con il carbone porta alla riduzione delle emissioni nette della centrale elettrica.
- Produzione di acciaio:
  - la biomassa fibrosa è molto difficile da impiegare nei forni;
  - per sostituire il carbone da iniezione, il prodotto da biomassa deve avere un potere calorifico inferiore superiore a 25 GJ/ton.
- Riscaldamento residenziale/decentralizzato:
  - una percentuale relativamente alta di trasporto su gomma nella catena di approvvigionamento rende la biomassa costosa, l'aumento della densità energetica volumetrica fa diminuire i costi;
  - lo spazio di stoccaggio limitato aumenta la necessità di una maggiore densità volumetrica;
  - il contenuto di umidità è importante in quanto l'umidità porta a fumo e odore.
- Da biomassa a liquidi:
  - la biomassa torrefatta si traduce in minori costi di gestione;
  - la biomassa torrefatta funge da materia prima "pulita" per la produzione di carburanti per autotrazione (processo Fischer-Tropsch), che consente di risparmiare sui costi di produzione.
- Usi vari:
  - diversi produttori di chitarre hanno utilizzato la torrefazione per ottenere legno dimensionalmente più stabile rispetto alla tradizionale essiccazione in forno o all'aria;[7] tra di loro Yamaha, Martin[8], Gibson e la liutaia Dana Bourgeois[9].